# حملات القرم 1687 و 1689
كانت حملات القرم في عامي 1687 و 1689 حملتان عسكريتان لقيصر روسيا ضد خانية القرم. كانوا جزءًا من الحرب العثمانية الروسية (1686-1700) والحروب الروسية القرمية. كانت تلك القوات الروسية هي الأولى التي تقترب من شبه جزيرة القرم منذ عام 1569. وقد فشلت بسبب سوء التخطيط والمشكلة العملية المتمثلة في تحريك مثل تلك القوات الكبيرة عبر السهوب ، لكنها لعبت دورًا رئيسيًا في وقف التوسع العثماني في أوروبا. جاءت الحملات بمثابة مفاجأة للقيادة العثمانية، حيث أفسدت خططها لغزو بولندا والمجر وأجبرتها على نقل قوات كبيرة من أوروبا إلى الشرق، الأمر الذي ساعد العصبة المقدسة بشكل كبير في صراعها ضد العثمانيين.